# Rodaje

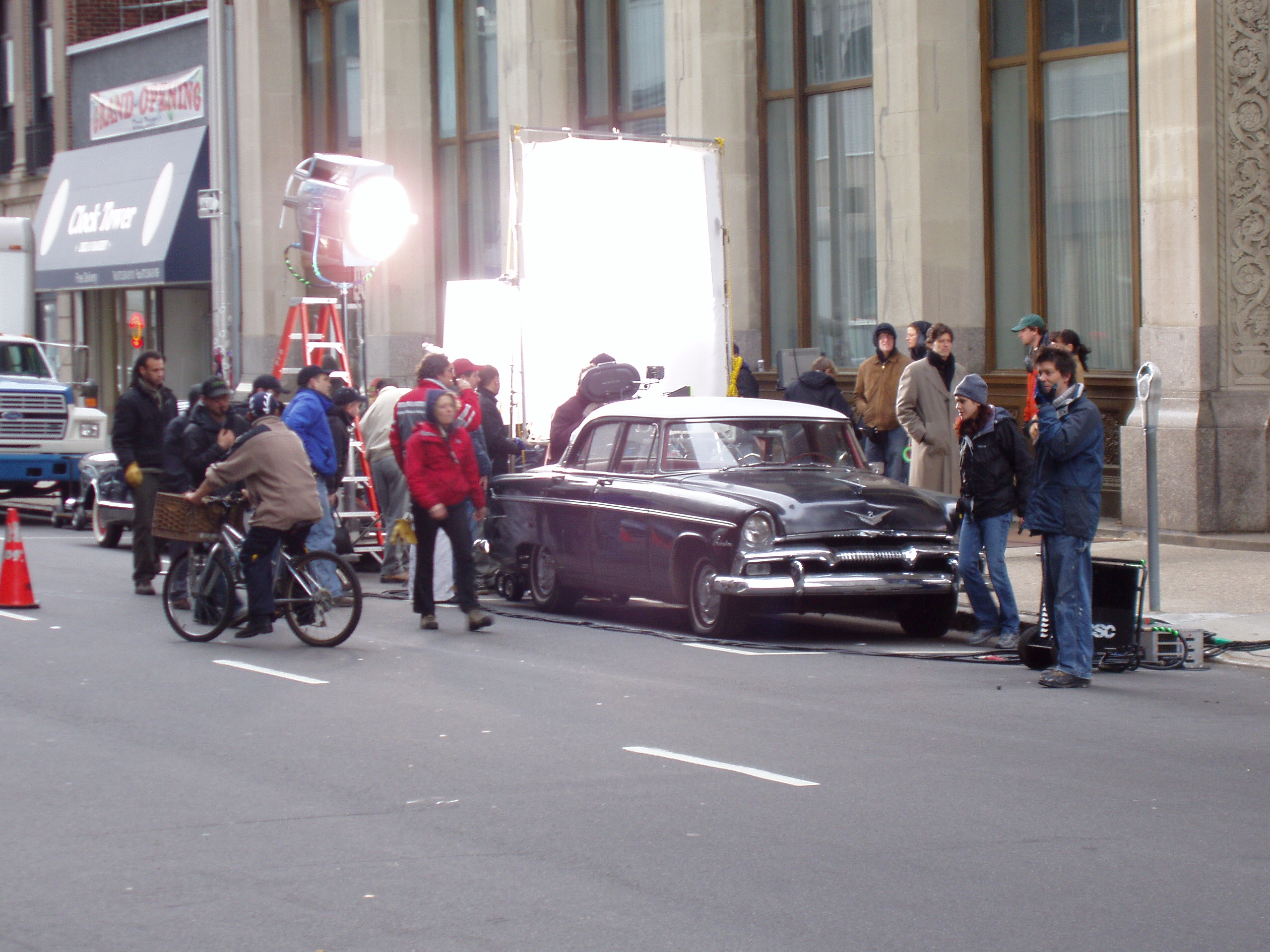
Producción cinematográfica localizada en Newark, Nueva Jersey.

El rodaje es la fase de la producción en la que se filma la película o serie, con actores en el set y cámaras rodando, a diferencia de la preproducción y la posproducción.
El rodaje es casi siempre la fase más costosa de la producción cinematográfica, debido a que en esta etapa se establecen los salarios del actor, del director y del elenco, así como los costos de ciertos sets, apoyos y el set de efectos especiales. Su inicio en general marca un punto sin retorno para los financieros, ya que hasta que esté completa es poco probable que haya suficiente material filmado para liberar un producto final necesario para recuperar los costos. Si bien es común que una película pierda su luz verde durante la preproducción —por ejemplo, porque un miembro importante del elenco abandona el papel— es extremadamente raro por las finanzas que deben retirarse una vez que el rodaje ha comenzado.  
Las películas por lo general tienen un seguro para el momento en el que el rodaje comienza. La muerte de un actor principal antes de completar todo lo planeado, o la pérdida de sets o de videos, puede hacer que una película sea imposible de completar según lo previsto. Por ejemplo, los sets son muy inflamables, y la mayoría de los estudios más antiguos cuentan con torres de aguas por esa razón.
Una parte muy costosa de un proyecto es cuando se quiere recrear la muerte de un personaje en primer plano, tomando como referencia la escena de la muerte del personaje que interpreta Robert Downey Jr. en su papel en Avengenrs Endgame, ya que en esta escena se tuvo que usar en gran cantidad la pantalla verde.
Una vez que una película concluye el rodaje, se dice que tiene un wrap, y una fiesta de despedida que se puede organizar para celebrar. Durante la posproducción puede llegar a ser evidente que cierto plano o ciertas  secuencias están ausentes o incompletas y son necesarias para completar la película, o que una cierta escena no está interpretada como se esperaba, o incluso que un actor en particular no ha logrado convertir el espectáculo del calibre requerido. En estas circunstancias, el material adicional puede tener que ser eliminado. Si el material ya se ha rodado una vez, o es sustancial, el proceso se conoce como un re-shoot, pero si el material es nuevo y relativamente de menor importancia, se refiere a menudo como un pick-up.